# Chruślanki Mazanowskie
Chruślanki Mazanowskie – wieś w Polsce położona w województwie lubelskim, w powiecie opolskim, w gminie Józefów nad Wisłą.
| SIMC    | Nazwa           | Rodzaj    |
| ------- | --------------- | --------- |
| 0381999 | Chruślanki Małe | część wsi |

W latach 1975–1998 miejscowość administracyjnie należała do ówczesnego województwa lubelskiego.
Wieś jest sołectwem w gminie Józefów nad Wisłą. Według Narodowego Spisu Powszechnego z roku 2011 wieś liczyła 160 mieszkańców.
Wieś rolniczo-sadownicza. Zagłębie jabłkowe, malinowe i porzeczkowe. Bardzo czyste powietrze dzięki lasom sosnowym oraz dużej odległości od obszarów przemysłowych.

## Historia
Chruślanki Józefowskie i Mazanowskie w wieku XIX wsie w powiecie nowoaleksandryjskim, gminie Józefów, parafii Prawno. Był tu młyn i tartak wodny. Według spisu z roku 1827 Chruślanki Józefowskie liczyły 3 domy i 21 mieszkańców, Chruślanki Mazanowskie zaś 25 domów i 178 mieszkańców.